# Oncidium antioquiense
Oncidium antioquiense är en orkidéart som beskrevs av Friedrich Fritz Wilhelm Ludwig Kraenzlin. Oncidium antioquiense ingår i släktet Oncidium och familjen orkidéer. Inga underarter finns listade i Catalogue of Life.